# Dércio Gil
Dércio Gil (San Paolo, 10 settembre 1939) è un ex calciatore brasiliano, di ruolo difensore.

## Biografia
Nato nel barrio di Mooca a San Paolo, dove cresce ed inizia a giocare a calcio.
Lasciato il calcio giocato, si laureò in legge divenne avvocato e procuratore. Sposò Vilma, da cui ebbe tre figli.

## Carriera

### Club
Si forma calcisticamente nel Portuguesa, per poi passare alla Juventus-SP.
Nel 1957 viene ingaggiato dal Palmeiras con cui vinse il Campionato Paulista 1959; le prestazioni di Dércio Gil impressionarono positivamente Vincente Feola, allenatore del San Paolo e selezionatore della selezione olimpica del Brasile.
L'anno seguente, non trovando un accordo economico con il Verdão, lasciò il club e passò al Volkswagen Clube, società militante nella serie cadetta paulista.

### Nazionale
Pur avendo subito un grave infortunio nel giugno 1960 in campionato con il Volkswagen Clube, l'allenatore Vicente Feola lo selezionò per partecipare al torneo calcistico dei Giochi della XVIII Olimpiade, confidando nella sua ripresa e fiducioso nelle sue qualità dimostrate in campionato. Dércio Gil non giocò alcun incontro ed il Brasile ottenne il secondo posto del girone eliminatorio della nazionale verde-oro, non riuscendo a passare alla fase ad eliminazione diretta.

## Palmarès
- Campionato paulista: 1

Palmeiras: 1959